# Zimbabvejska ptica
V kamnu izklesana zimbabvejska ptica je nacionalni simbol Zimbabveja, ki se pojavlja na državnih zastavah in grbih Zimbabveja in nekdanje Rodezije, pa tudi na bankovcih in kovancih (najprej na rodezijskem funtu in nato na rodezijskem dolarju). Verjetno predstavlja glumaškega orla (Terathopius ecaudatus) ali afriškega jezerca (Haliaeetus vocifer). Zasnova ptice izhaja iz številnih skulptur iz milnega kamna, najdenih v ruševinah srednjeveškega mesta Veliki Zimbabve.
Zdaj je dokončna ikona neodvisnega Zimbabveja, Matenga (2001) pa je navedel več kot 100 organizacij, ki zdaj ptico vključujejo v svoj logotip.

## Izvor
Prvotne izrezljane ptice izvirajo iz porušenega mesta Veliki Zimbabve, ki so ga zgradili predniki ljudstva Šona, začenši v 11. stoletju, in so bili naseljeni več kot 300 let. Ruševine, po katerih je dobil ime sodobni Zimbabve, pokrivajo približno 730 hektarjev in so največja starodavna kamnita zgradba v podsaharski Afriki. Med njenimi pomembnimi elementi so skulpture ptic iz milnega kamna, visoke približno 40 centimetrov, ki stojijo na stebrih, visokih več kot 90 cm, in so bile prvotno nameščene na zidovih in monolitih znotraj mesta. So edinstvene za Veliki Zimbabve; nič podobnega ni bilo odkrito nikjer drugje.
Za razlago simbolnega pomena ptic so bile podane različne razlage. Ena od domnev je, da je bila vsaka ptica postavljena po vrsti, da bi predstavljala novega kralja, vendar bi to zahtevalo neverjetno dolga vladanja. Bolj verjetno je, da zimbabvejske ptice predstavljajo svete ali totemske živali ljudstva Šona – glumaškega orla (šonsko chapungu), ki naj bi bil poslanec Mwari (boga) in prednikov, ali jezerca (hungwe), za katerega se domneva, da je bil prvotni totem ljudstva Šona.

## Kolonialna pridobitev in vrnitev v Zimbabve
Leta 1889 je evropski lovec Willi Posselt odpotoval v Veliki Zimbabve, potem ko je o njem slišal od drugega evropskega raziskovalca, Karla Maucha. Povzpel se je na najvišjo točko ruševin, kljub temu da so mu povedali, da je to sveto mesto, kamor ne sme vstopiti, in našel ptice, nameščene na sredini ograjenega prostora okoli domnevnega oltarja. Kasneje je zapisal:

Vsaka, vključno s podstavkom, je bila izklesana iz trdnega kamnitega bloka in je merila 4 čevlje in 6 palcev v višino; in vsaka je bila trdno zasidrana v zemljo. Tam je bil tudi kamen v obliki mlinskega kamna s premerom približno 45 centimetrov, na katerem je bilo v obrobi vklesanih več figur.

Izbral sem najboljši primerek ptičjih kamnov, kljuni preostalih so bili poškodovani, in se odločil, da ga izkopljem. Toda med tem so se Andizibi [lokalni pripadnik plemena] in njegovi privrženci zelo razburili in hiteli naokoli s puškami in asegaiji. Popolnoma sem pričakoval, da nas bodo napadli. Vendar sem nadaljeval z delom, vendar sem Klassu, ki je napolnil dve puški, naročil, naj ustreli prvega moškega, ki ga bo videl meriti na katerega koli od naju.
Posselt je Andibiziju odškodoval z odejami in »nekaj drugimi predmeti«. Ker je bila ptica na podstavku pretežka zanj, jo je odsekal in skril podstavek z namenom, da se kasneje vrne ponjo. Kasneje je svojo ptico prodal Cecilu Rhodesu, ki jo je postavil v knjižnico svoje hiše v Cape Townu, Groote Schuur, in okrasil stopnišče hiše z lesenimi replikami. Rhodes je dal izdelati tudi kamnite replike, trikrat večje od originala, za okrasitev vrat svoje hiše v Angliji blizu Cambridgea. Nemški misijonar je postal lastnik podstavka ene ptice, ki ga je leta 1907 prodal Etnološkemu muzeju v Berlinu.
Rhodesova pridobitev Posseltove ptice ga je spodbudila, da je naročil preiskavo ruševin Velikega Zimbabveja Jamesu Theodoreju Bentu, ki se je zgodila leta 1891 po invaziji Britanske južnoafriške družbe na Mashonaland. Bent je zapisal, da je bilo osem ptic, šest velikih in dve majhni, in da jih je bilo verjetno prvotno več, saj je bilo še več dodatnih kamnitih podstavkov, katerih vrhovi so bili odlomljeni.
Kolonisti so Veliki Zimbabve zmotno pripisali starodavnim sredozemskim graditeljem, saj so menili, da domačini Afričani niso sposobni zgraditi tako kompleksne strukture; zato je bil v Rhodesovih mislih, kot je zapisano v vodniku iz leta 1932, »najljubši simbol povezave med civilizacijo reda, ki izhaja s severa ali vzhoda, in divjim barbarstvom južne in osrednje Afrike pred prihodom Evropejcev.« Bent je ptice povsem zmotno pripisal Feničanom.
Leta 1981, leto dni po razglasitvi neodvisnosti Zimbabveja, je južnoafriška vlada štiri skulpture vrnila državi v zameno za svetovno znano zbirko Hymenoptera (čebel, os in mravelj), ki je bila shranjena v Harareju; peta ostaja v Groote Schuurju. Leta 2003 je nemški muzej vrnil svoj del ptičjega podstavka Zimbabveju. Ptice so bile nekaj časa razstavljene v Prirodoslovnem muzeju v Bulawayu in Muzeju humanističnih znanosti v Harareju, zdaj pa so shranjene v majhnem muzeju na najdišču Veliki Zimbabve.

## Kulturne upodobitve
Zimbabvejska ptica je simbol Zimbabveja in njegovih predhodnic od leta 1924. Grb Južne Rodezije je vključeval ptico Zimbabveja, sčasoma pa je ptica postala razširjen simbol kolonije. Ptica je bila upodobljena tudi na papirnatem denarju in kovancih Federacije Rodezije in Nyasalanda, ki jih je izdala Banka Rodezije in Nyasalanda, prav tako pa tudi na zastavi Rodezije. Zastava in državni simboli sodobnega Zimbabveja še vedno prikazujejo zimbabvejsko ptico. Zdaj je to dokončna ikona neodvisnega Zimbabveja, Matenga (2001) pa navaja več kot 100 državnih, korporativnih in športnih organizacij, ki ptico vključujejo v svoje embleme in logotipe.
- Državna zastava Zimbabveja z zimbabvejsko ptico
- Zastava Zimbabve Rodezija (1979–1980)
- Zastava Rodezije (1968–1979)
- Grb Rodezije (1924–1981)
- Znak, ki ga je uporabljal Rodezijski korpus signalov (1970–1980)
- Logotip, ki ga je uporabljal parlament Rodezije
- Medalja velikega poveljnika Legije za zasluge Rodezije (GCLM) (civilna in vojaška)
- Sprednja stran rodezijskega kovanca za 20 centov
- Hrbtna stran zimbabvejskega kovanca za en dolar
- Hrbtna stran zimbabvejskega bankovca za petdeset dolarjev (2. serija) z upodobitvijo ruševin Velikega Zimbabveja in ptice Zimbabveja v spodnjem desnem kotu
- Davčne znamke Zimbabveja
- Grb Zimbabveja (1981–)
- Ovitek za potni list Zimbabveja (1. različica) (1980)
- Zastava obrambnih sil Zimbabveja
- Zastava nacionalne vojske Zimbabveja
- Emblem zaporniške službe Zimbabveja
- Zastava letalskih sil Zimbabveja
- Zastava avtomobila in letala načelnika štaba letalskih sil Zimbabveja
- Zastava Harareja, glavnega mesta Zimbabveja
- Relief na Narodnem spomeniku herojem, Harare